# IATニュース
『IATニュース』（アイエーティーニュース）は、岩手朝日テレビで放送されているローカルニュース番組である。

## 概要
主にローカルニュースを2つ伝える。夏の高校野球岩手大会を実況中継している期間中や、その日の番組編成によっては放送を休止する場合がある。
2007年10月1日放送分をもってハイビジョン制作へと移行した。

## 放送時間
- 月曜 - 金曜 11:40 - 11:45 （日本時間、5分） - 『ワイド!スクランブル』内で放送し、テレビ朝日発の『ANNニュース』が続く。
  - 後半に「スーパーJチャンネルいわて」の予告を放送する。
  - 11:57から岩手県内の天気予報を放送（原則としてインフォマーシャル形式、自動音声）。
- 土曜・日曜は1996年の開局以来、昼の時間に自社ニュースを放送していない。
- 2008年9月までは月曜 - 金曜 15:55 - 16:00にもローカルニュースが放送されていたが、同年10月にローカルニュースから『ANNニュース』に切り替え、ニュースの放送枠自体が消滅した。